# Фомкино (Можайский район)
Фомкино — деревня в Можайском районе Московской области в составе сельского поселения Бородинское. Численность постоянного населения по Всероссийской переписи 2010 года — 5 человек. До 2006 года Фомкино входило в состав Бородинского сельского округа.
Деревня расположена в западной части района, примерно в 14 км к западу от Можайска, на правом берегу реки Колочь, на западном краю Бородинского поля, высота центра над уровнем моря 198 м. Ближайшие населённые пункты — посёлок Учхоза «Александрово» на западе, Шевардино на востоке и Валуево на севере.